# Synopeas collinus
Synopeas collinus är en stekelart som beskrevs av Choi och Peter Neerup Buhl 2006. Synopeas collinus ingår i släktet Synopeas och familjen gallmyggesteklar. Inga underarter finns listade i Catalogue of Life.